# Pseudlepista atrizona
Pseudlepista atrizona là một loài bướm đêm thuộc phân họ Arctiinae, họ Erebidae.